# أودلان عليا
أودلان عليا هي قرية في مقاطعة أرومية، إيران. عدد سكان هذه القرية هو 13 في سنة 2006.